# Ernst Udet
Ernest Udet (Frankfurt, 26 de abril de 1896 -  Berlim, 17 de novembro de 1941) foi um militar e aviador alemão.
Filho do engenheiro Adolf Udet e de sua mulher, Paula. Pouco depois de seu nascimento a família se mudou para Munique.
Conheceu a aviação aos oito anos de idade, quando assistiu uma exibição aeronáutica. Tempos depois, criou um grupo de amigos que se dedicava a fazer e consertar aviões.
Foi conhecido por ser um dos grandes ases da Primeira Guerra Mundial, com 62 vitórias, tendo sido o segundo maior Ás alemão, depois de Manfred von Richthofen, o Barão Vermelho. Por causa de seu histórico, foi nomeado General de Armamentos Aéreos na Alemanha na Segunda Guerra Mundial.
Em decorrência da pressão que sofria pelas exigências de Hermann Göring e pelas intrigas de Erhard Milch, Udet entrou em depressão e acabou por cometer o suicídio no dia 17 de novembro de 1941, em Berlim, fato que foi abafado durante muito tempo.
Entre 1921 e 1926 participou ativamente da fabricação de aeronaves através da empresa Udet Flugzeugbau GmbH como sócio e consultor técnico.